# Rancimont
Rancimont est un hameau situé à 2 kilomètres à l'est du village et commune de Léglise, dans la province de Luxembourg, (Région wallonne de Belgique). Rancimont n'a jamais été une commune.
Le hameau se trouve en zone « Natura 2000 » et est traversé par un ruisseau : la Mandebras.